# 360
360 (CCCLX) var ett skottår som började en lördag i den julianska kalendern.

## Händelser

### Okänt datum
- Julianus Apostata utnämns till augustus av sin armé i Lutetia.
- Julianus marscherar mot Constantius II.
- Saint-Jean, ett baptisterium i Poitiers och en av få bevarade kyrkobyggnader från merovingisk tid, uppförs.
- Kyrkan Hagia Eirene i Konstantinopel uppförs.
- Eunomios blir biskop i Kyzikos.
- Makedonios I avsätts som patriark av Konstantinopel och ersätts av Eudoxios av Antiochia.
- Meletios blir patriark av Antiochia.
- Hieronymus döps i Rom (möjligen detta år).
- Sextus Aurelius Victor blir prefekt i Pannonien.
- Sachsarna invaderar Britannien för första gången.
- Prithivisena inleder sitt styre över Vakatakariket i Indien.

## Födda
- Pelagius, britannisk teolog
- Sankt Mesrob, armenisk munk
- Sankt Ninian, missionär i Skottland (möjligen född detta år)
- Johannes Cassianus, en av Ökenfäderna, munk, kristet helgon och skrivare (född omkring detta år)

## Avlidna
- Eustathios, biskop och patriark av Antiochia (möjligen död detta år)
- Eusebia (kejsarinna)